# 城南町 (鹿児島市)
城南町（じょうなんちょう）は、鹿児島県鹿児島市の町。郵便番号は892-0835。人口は1,129人、世帯数は685世帯（2020年4月1日現在）。城南町の一部で住居表示を実施している。
1963年（昭和38年）に住居表示実施に伴う町域の再編が行われ、塩屋町（現在の甲突町）及び洲崎町の一部より城南町として設置された。鹿児島港新港区があり、奄美・沖縄フェリーターミナルからは奄美大島や沖縄方面への定期航路などが発着している。

## 地理
鹿児島市中部、清滝川の下流域に位置している。町域の北方には南林寺町、海を隔てて住吉町、南方には錦江町、西方には甲突町、南林寺町に接しており、東方は鹿児島湾に面している。
町域の中央を南北に国道225号、鹿児島県道216号鹿児島港城南線が通っており、沿線は住宅地となっている。また、東部にある鹿児島新港は1965年（昭和40年）に北岸、1967年（昭和42年）に南岸が築造された。港の南岸は倉庫街になっている。北岸には鹿児島中央卸売市場（魚類）がある。また、教育施設は町域の西部に鹿児島市立城南小学校が設置されている。

### 河川
- 清滝川

## 歴史
1962年（昭和37年）に住居表示に関する法律が施行されたのに伴い、鹿児島市は鹿児島市街地域の住居表示に着手した。1963年（昭和38年）9月11日に城南地区で住居表示に伴う町域の再編が実施され、塩屋町及び洲崎町の一部より「城南町」として成立し、同時に住居表示が実施された。1965年（昭和40年）に埋立地の区域で住居表示が実施された。
1999年（平成11年）4月2日には公有水面埋立地の区域を城南町に編入した。

### 町域の変遷
| 実施後         | 実施年             | 実施前         |
| -------------- | ------------------ | -------------- |
| 城南町（新設） | 1963年（昭和38年） | 塩屋町（一部） |
| 城南町（新設） | 1963年（昭和38年） | 洲崎町（一部） |
| 城南町（編入） | 1999年（平成11年） | 公有水面埋立地 |

## 人口
以下の表は国勢調査による小地域集計が開始された1995年以降の人口の推移である。
| 年                 | 人口  |
| ------------------ | ----- |
| 1995年（平成7年）  | 1,041 |
| 2000年（平成12年） | 1,001 |
| 2005年（平成17年） | 951   |
| 2010年（平成22年） | 1,025 |
| 2015年（平成27年） | 1,158 |

## 施設

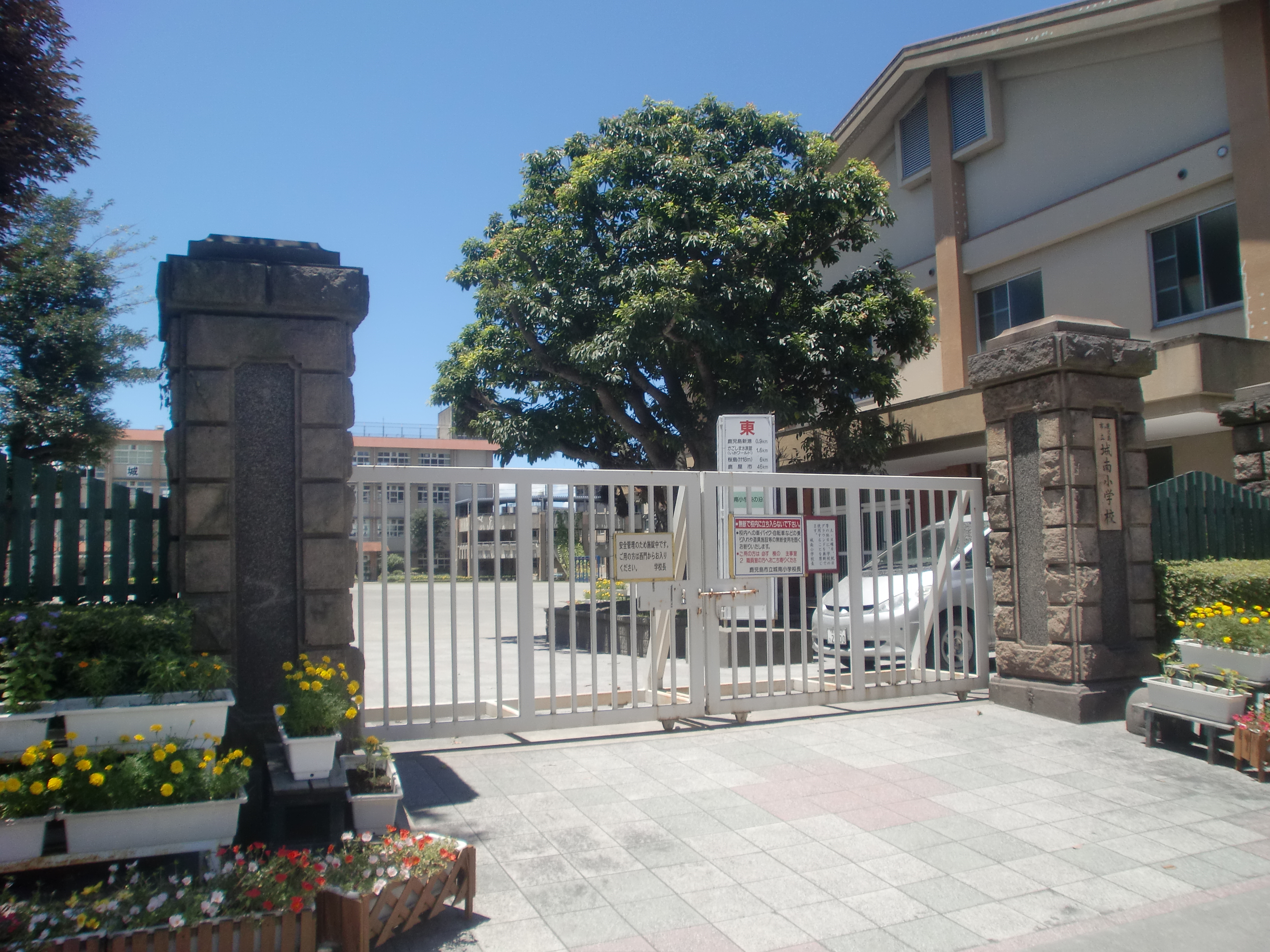
鹿児島市立城南小学校

### 公共
- 国土交通省九州地方整備局鹿児島港湾・空港整備事務所[16]
- 鹿児島市中央卸売市場（魚類）[17]
- 鹿児島新港
  - 鹿児島新港第一待合所
  - 鹿児島新港第二待合室

### 教育
- 鹿児島市立城南小学校[18]
- 城南保育園[19]

## 小・中学校の学区
市立小・中学校に通う場合、学区（校区）は以下の通りとなる。
| 町丁   | 番・番地 | 小学校               | 中学校                 |
| ------ | -------- | -------------------- | ---------------------- |
| 城南町 | 全域     | 鹿児島市立城南小学校 | 鹿児島市立天保山中学校 |

## 交通

### 道路
一般国道
- 国道225号

一般県道
- 鹿児島県道216号鹿児島港城南線

### 航路
鹿児島新港区
- マリックスライン「クイーンコーラルプラス」「クイーンコーラル8」
- マルエーフェリー「フェリーあけぼの」「フェリーなみのうえ」